# Graeme Sinclair
James Graeme Sinclair (* 1. Juli 1957 in Paisley) ist ein ehemaliger schottischer Fußballspieler.

## Karriere
Graeme Sinclair wurde im Jahr 1957 in Paisley, etwa 11 Kilometer westlich von Glasgow geboren. Seine Karriere begann er im Jahr 1976 beim FC Dumbarton. Für den Verein absolvierte Sinclair über 200 Pflichtspiele in der zweiten schottischen Liga. Im August 1982 wechselte Sinclair für eine Ablösesumme von 65.000 £ zu Celtic Glasgow. Sein Debüt für Celtic gab er zwei Wochen später im Ligapokal gegen Dunfermline Athletic. Besondere Aufmerksamkeit erhielt er nach einer bravourösen Leistung als Manndecker von Johan Cruyff in einem Spiel gegen Ajax Amsterdam im Europapokal. Unter Celtic-Trainer David Hay war Sinclair oft Ergänzungsspieler. Im November 1984 wurde er an den englischen Zweitligisten Manchester City verliehen. Im Februar 1985 wurde der Abwehrspieler an den FC Dumbarton verliehen. Am Ende der Saison 1984/85 wechselte er zum FC St. Mirren. Durch Gelenkschmerzen bedingt kam er dort nicht zum Einsatz und beendete seine Karriere. Nach seiner Laufbahn als Spieler besaß er einen Kiosk in Paisley.

## Erfolge
mit Celtic Glasgow:
- Schottischer Ligapokalsieger (1): 1983